# Loggetta del Sansovino

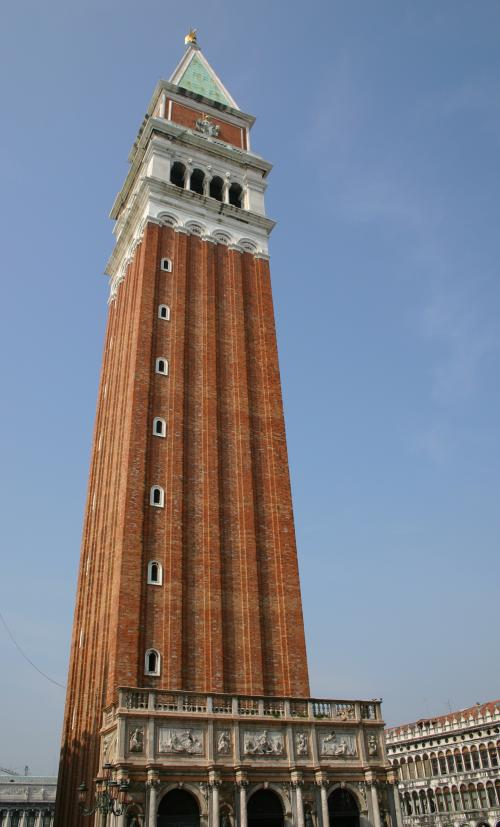
Loggetta del Sansovino aan de voet van de Campanile van Venetië

De Loggetta del Sansovino of Loggetta del Campanile (16e eeuw) is een triomfboog in Venetië, Noord-Italië. De Loggetta staat aan de voet van de Campanile van Venetië op het San Marcoplein. Dit renaissancegebouw dateert uit de tijd toen Venetië de hoofdstad was van de republiek Venetië. 

## Naam
- Loggetta is het verkleinwoord van Loggia
- Jacopo Sansovino was de belangrijkste architect-beeldhouwer.

## Bouwwerk in het hart van Venetië
De Loggetta geeft op allegorische wijze de roem van de republiek Venetië aan, haar handel, welvaart en cultuur. De vier bronzen beelden (jaren 1537-1549) op het gelijkvloers zijn van de hand van Jacopo Sansovino, stadsarchitect. De reliëfs zijn van zijn leerlingen. Het bouwwerk is met zuilen en versieringen afgewerkt. In de Loggetta del Sansovino ontmoetten de patriciërs elkaar. In sommige periodes was er een wachtpost bemand door de militie van het Arsenaal.
De bronzen toegangspoort is het werk van Antonio Gai in de 18e eeuw. De balustrade rondom de Loggetta is ook van deze periode.
Op 14 juli 1902 stortte de Campanile in. De brokstukken bedolven de Loggetta die mee verwoest werd. Zoveel als mogelijk werden beelden en marmer hergebruikt. Het kostte tien jaren tijd om de Loggetta te herbouwen volgens de oorspronkelijke plannen uit de Renaissance.

## Enkele allegorieën

### Gelijkvloers

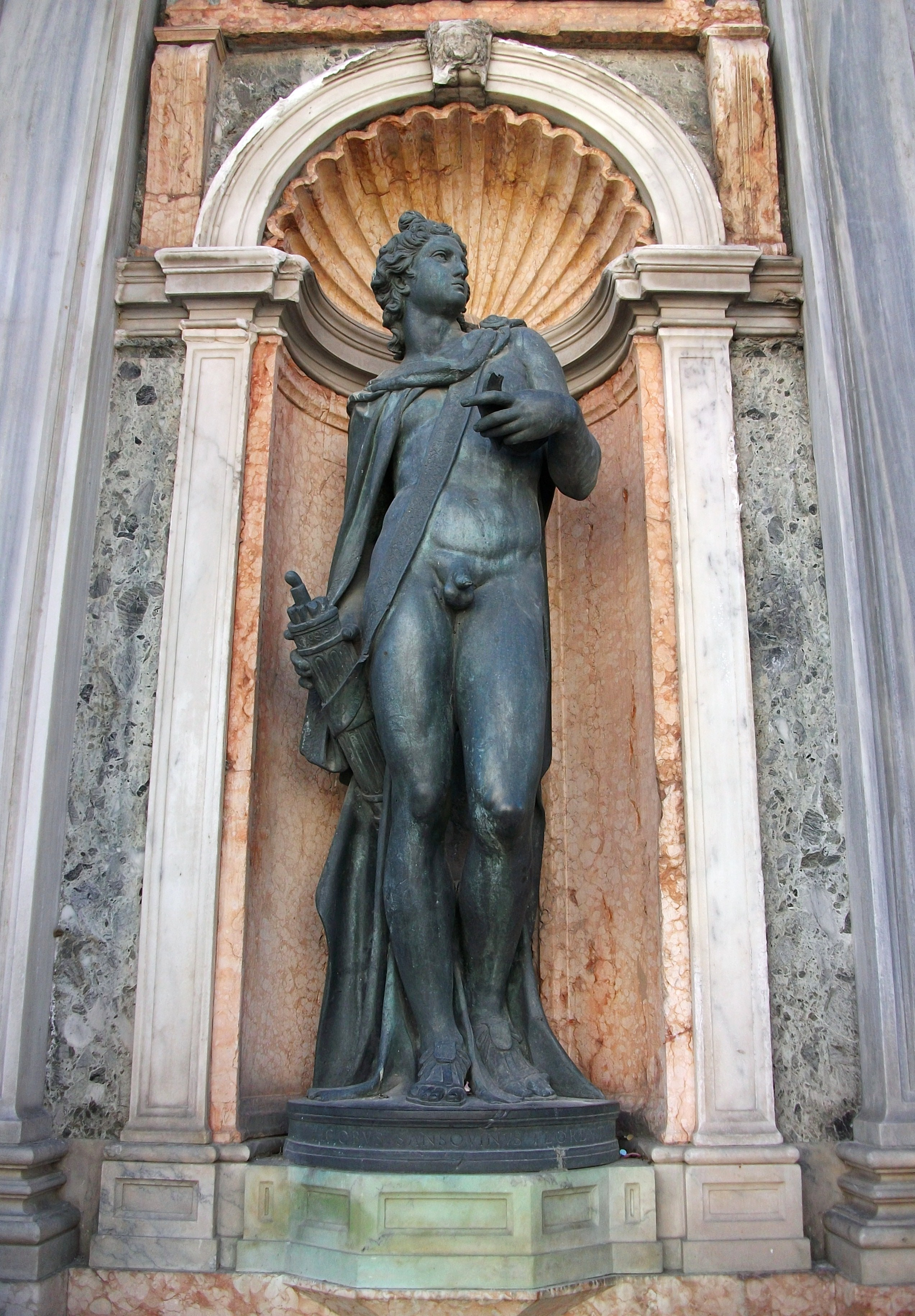
Apollo
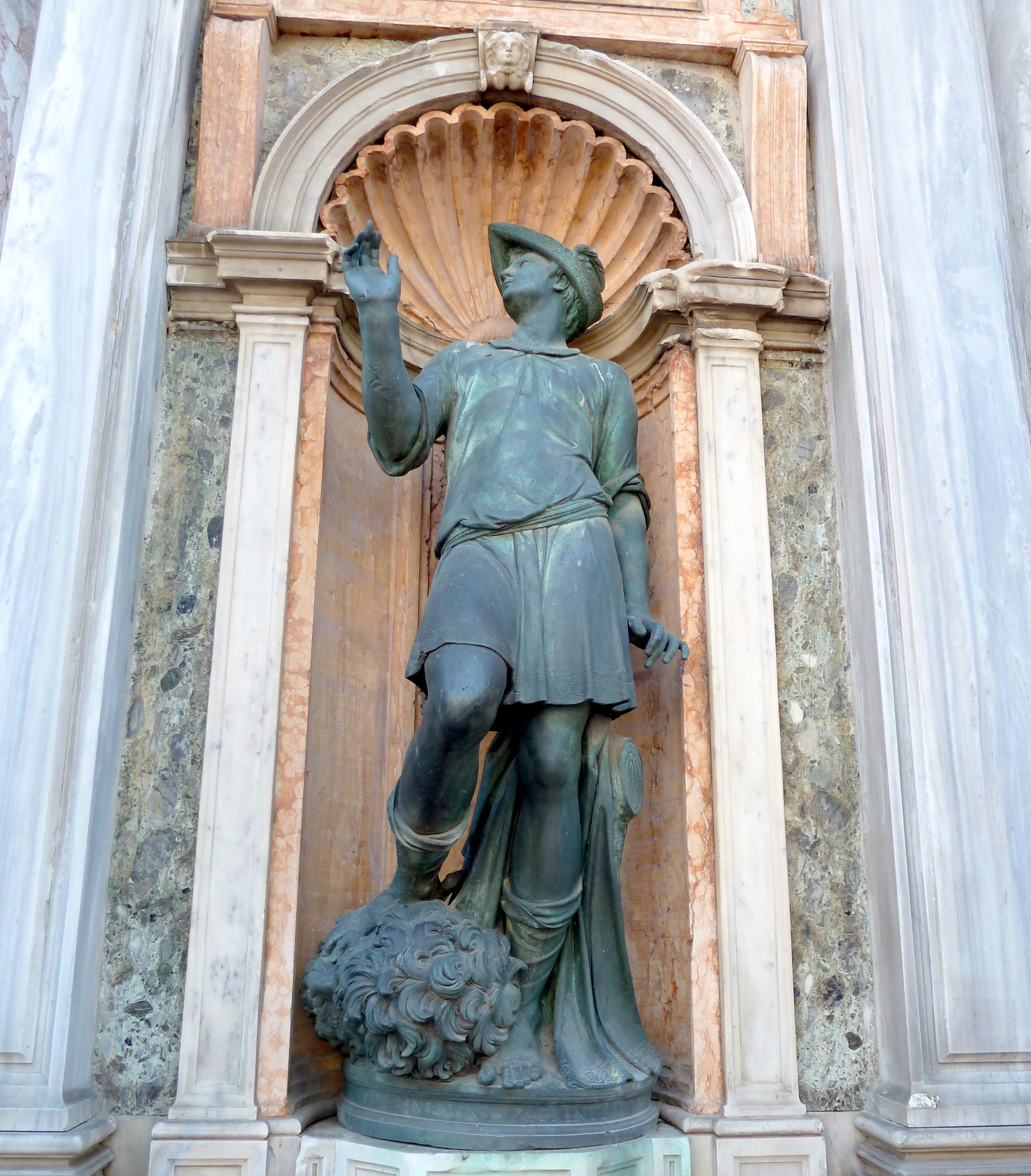
Mercurius
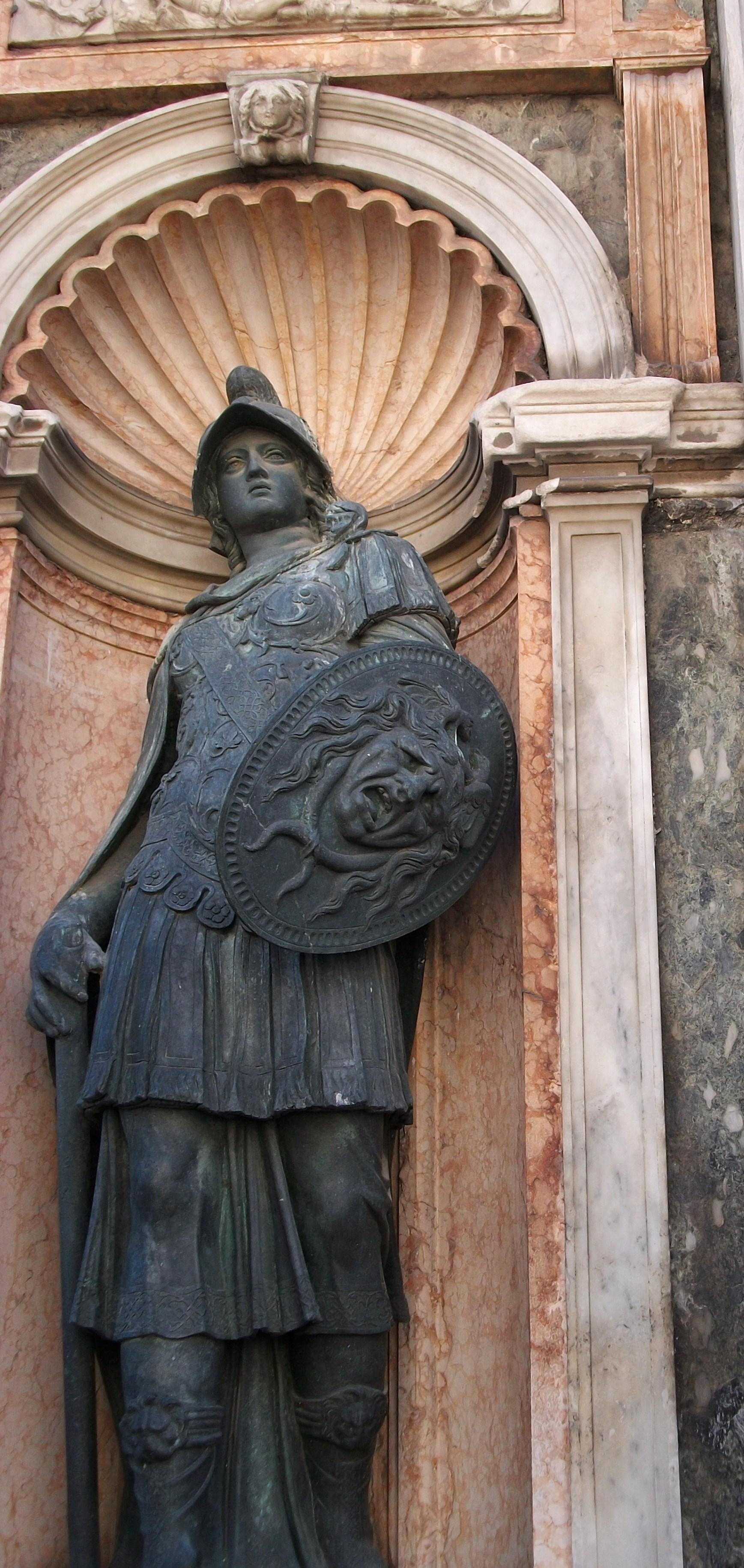
Minerva
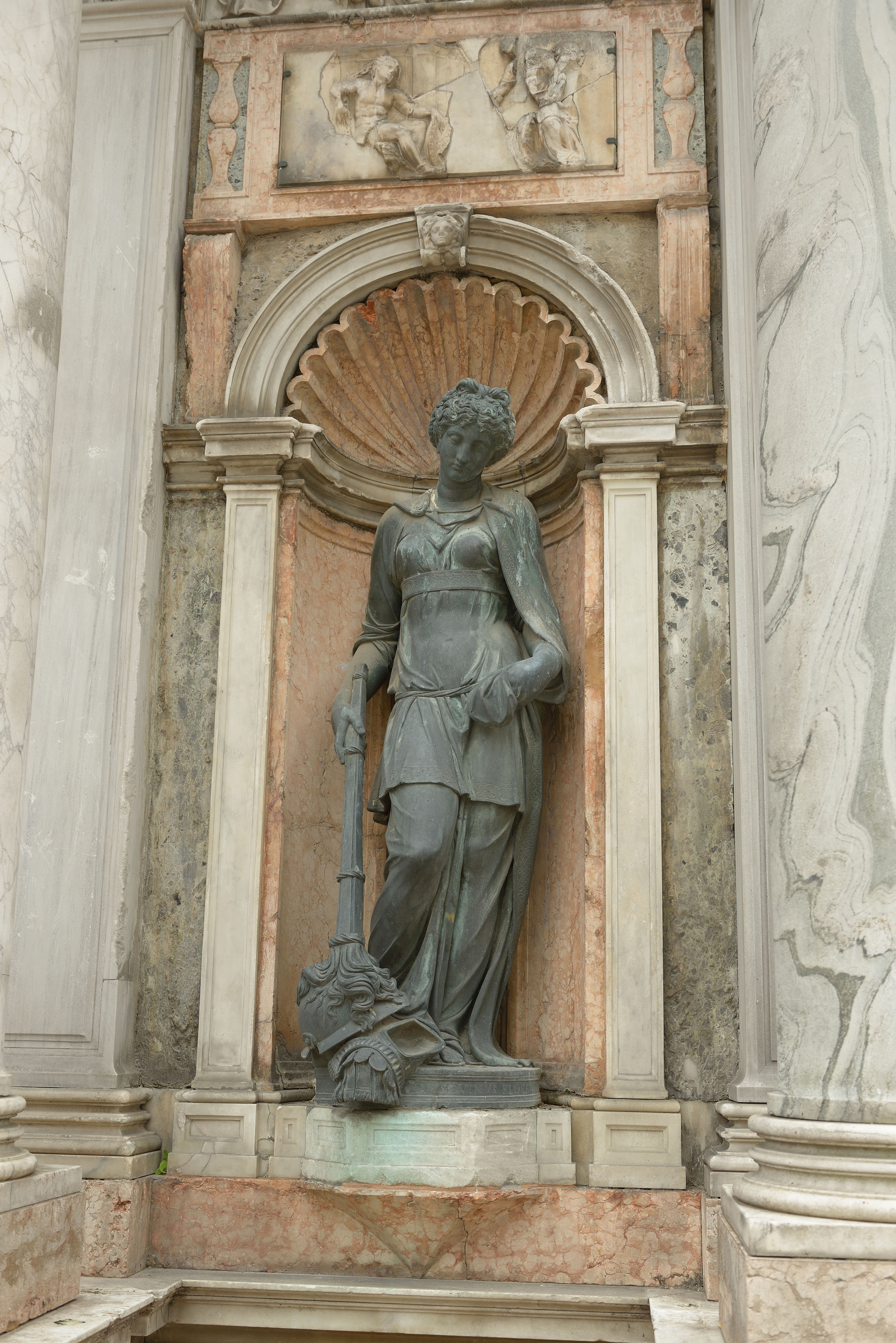
Pax

De vier beelden van Jacopo Sansovino met hun betekenis voor de republiek Venetië zijn:
- Apollo, god van de muziek, dichtkunst en het licht. Apollo beeldt de culturele uitstraling van Venetië uit.
- Mercurius, god van de handel en het reizen. Mercurius beeldt de handelsrelaties en de zeemacht van Venetië uit.
- Minerva, godin van de wijsheid. Minerva beeldt de wijsheid uit van de Senaat en adel van Venetië, alsook de beschermvrouwe van de handels- en oorlogsvloot.
- Pax, godin van de vrede. Dankzij de Republiek Venetië heerste er, volgens de bouwheren in de Renaissance, vrede te land en ter zee overal waar Venetië heerste. Venetië wordt hier uitgebeeld als de godin Pax of Pace Venezia.

### Eerste verdieping

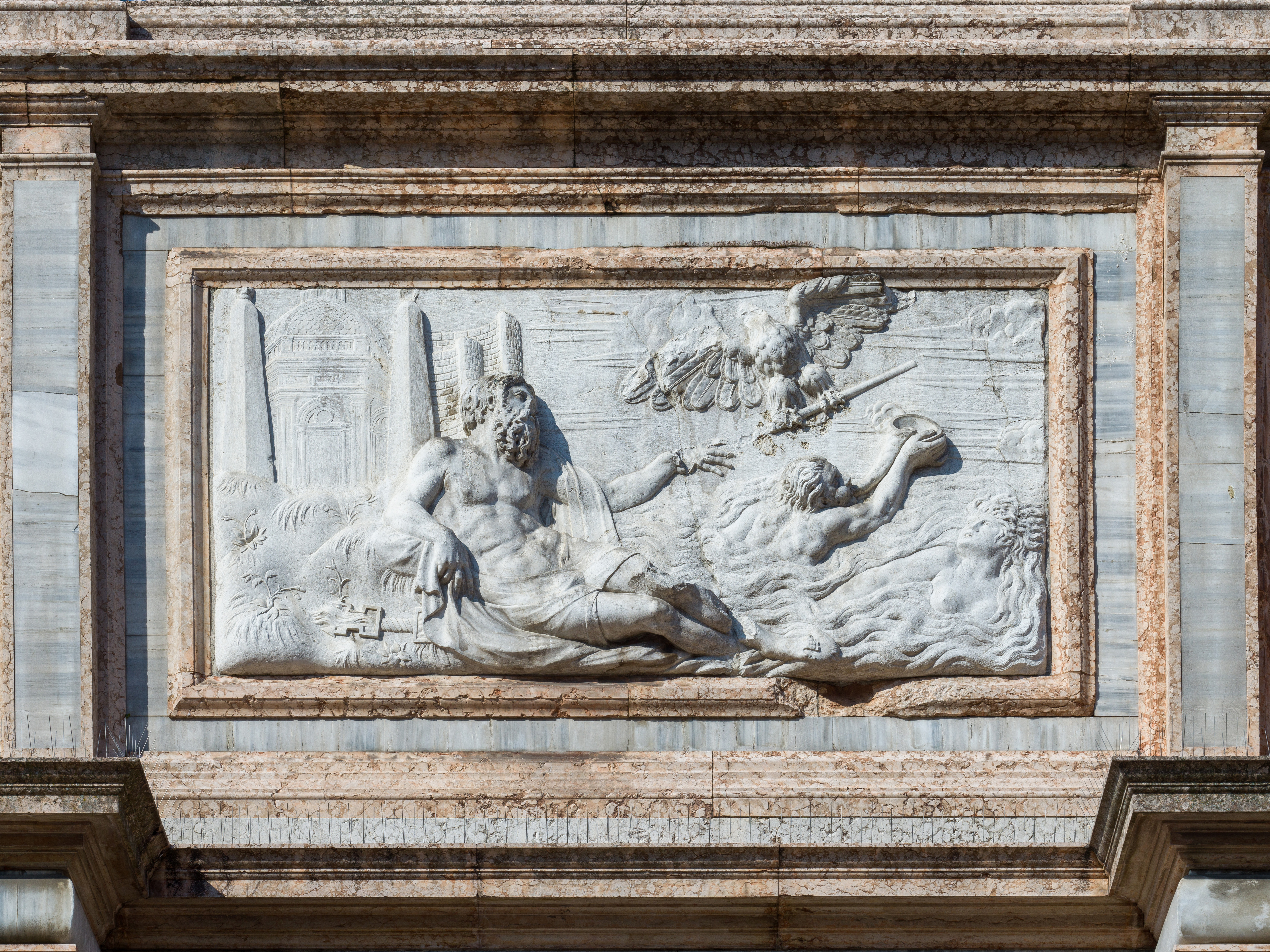
Jupiter
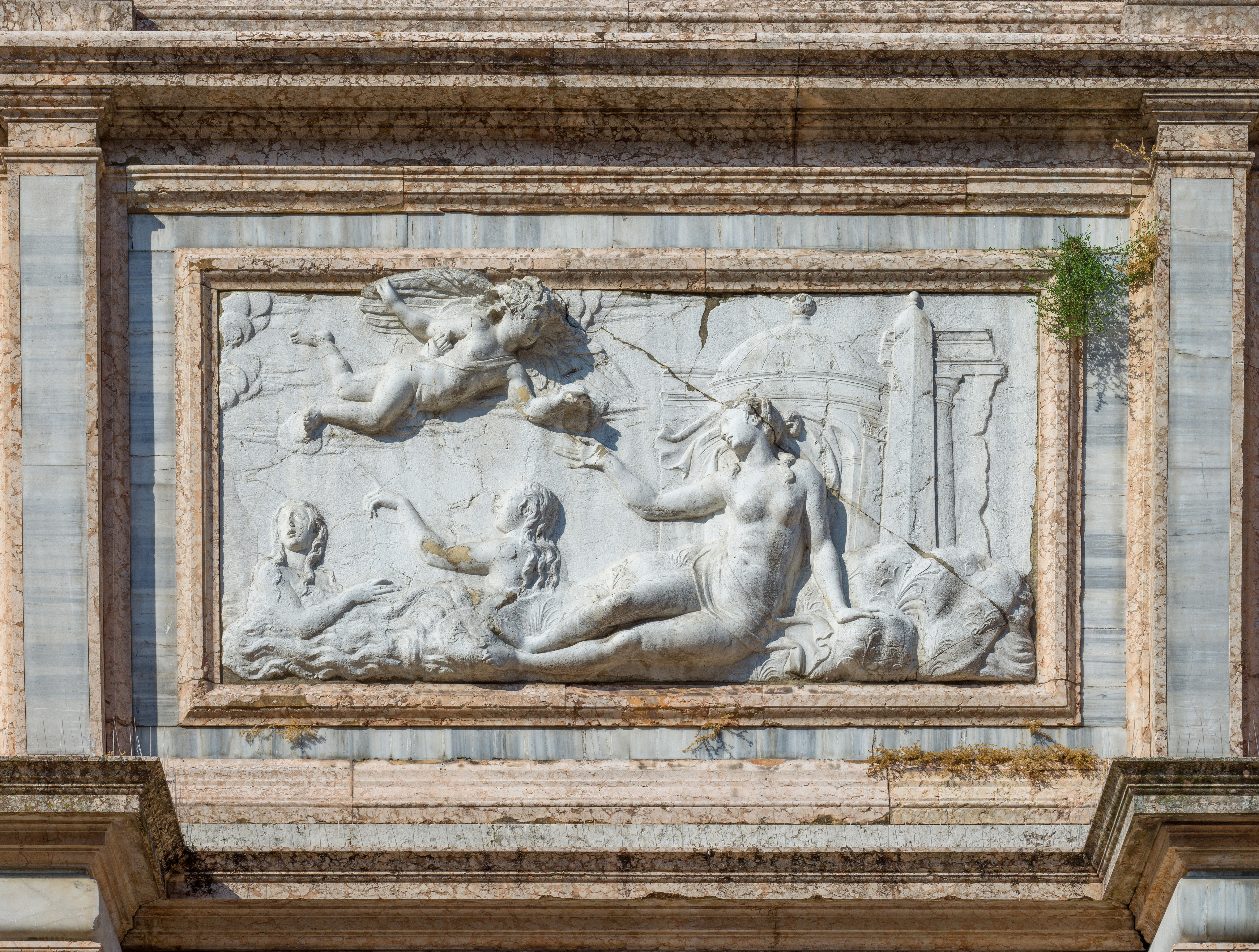
Venus
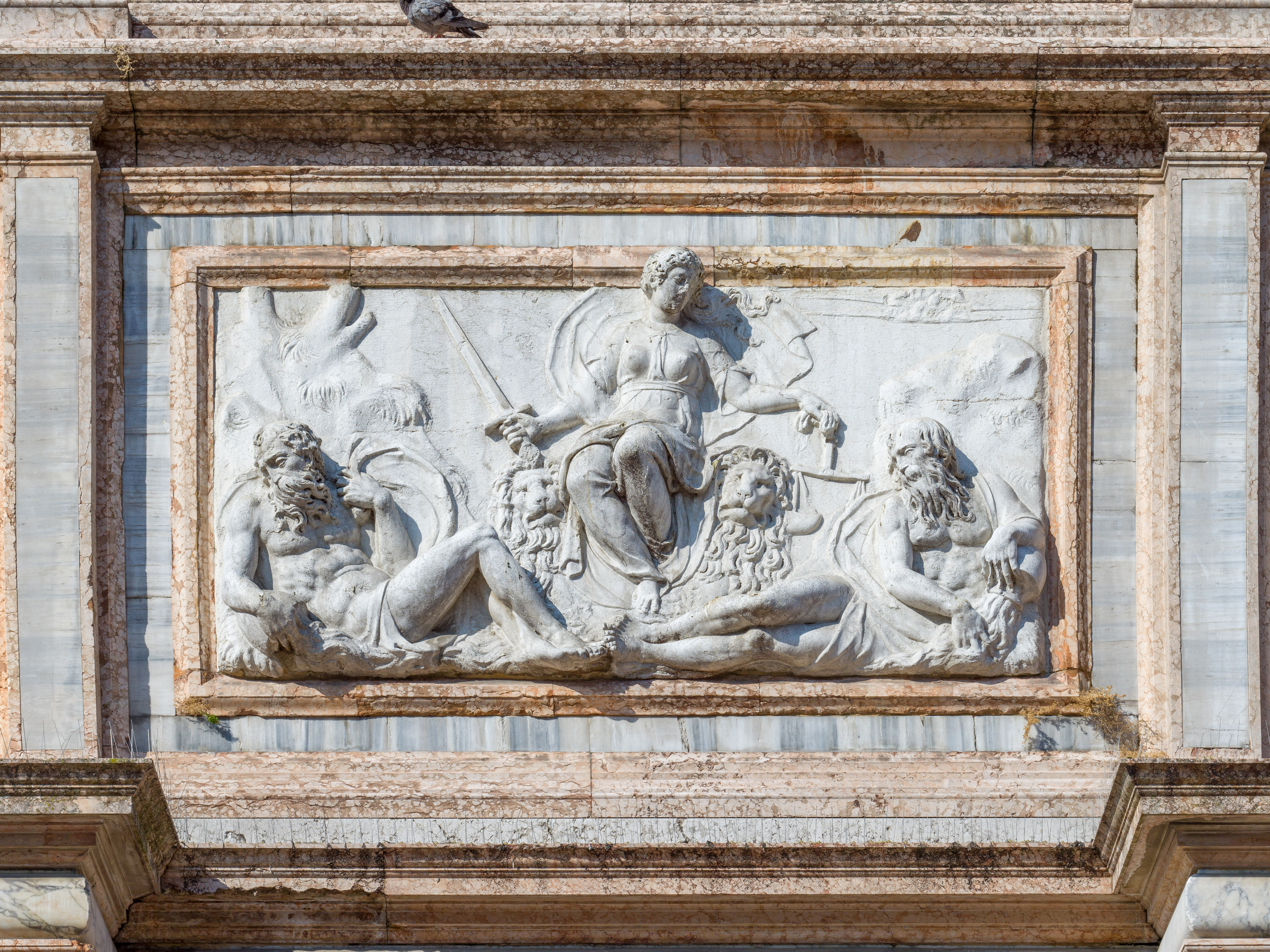
Vrouwe Justitia

Op de eerste verdieping staan er drie langwerpige bas-reliëfs in marmer:
- Jupiter is de heerser over Kreta, een grote kolonie van Venetië.
- Venus is de heerseres over Cyprus, een grote kolonie van Venetië.
- Venetië wordt afgebeeld als Vrouwe Justitia die rechtspreekt over haar Rijk.